# Oar pratana
Oar pratana is een vlinder uit de familie spanners (Geometridae). De wetenschappelijke naam is voor het eerst geldig gepubliceerd in 1794 door Fabricius.
De soort komt voor in Europa.